# Suomi m/1931
Suomi m/1931 (Suomi M 31) je finský samopal zkonstruovaný na počátku 20. let 20. století a vyráběný v letech 1931–1944. Šlo o jeden z nejkvalitnějších a nejdražších samopalů první poloviny 20. století, který vytrval ve výzbroji ozbrojených sil severských zemí až do 80. let 20. století. Celkem bylo vyrobeno zhruba 80 000 kusů.

## Vznik a výroba
Tento samopal zkonstruoval Aimo Johannes Lahti jako zdokonalení předchozího vzoru M 26 , v ráži 7,65 mm Parabellum. Samopal Suomi se vyznačoval vynikající kvalitou, výdrží a spolehlivostí a to i v těch nejtěžších podmínkách. Jeho dlouhá hlaveň umožňovala mnohem přesnější střelbu než ostatní soudobé samopaly (údajně se z něj dalo účinně střílet na vzdálenost 300 metrů, oproti 50–100 metrům u ostatních soudobých zbraní tohoto typu). Jeho nevýhodou byla vysoká výrobní cena: využívalo se nejkvalitnějších materiálů, všechny důležité součástky byly vyráběny strojním opracováním jednolitých kusů oceli.
Licenční výroba probíhala rovněž ve švédské firmě Husqvarna jako vzor m/37-39, ve Švýcarsku u firmy Hispano-Suiza jako MP-43 a u dánské firmy Madsen pro potřeby německé a finské armády. Exportoval se mj. do Portugalska a Brazílie.

## Konstrukce
Samopal má neuzamčený závěr. Napínací páka je samostatnou součástkou, používanou pouze pro natažení závěru dozadu, při střelbě je v krajní přední poloze a nepohybuje se. Pojistka umístěná před jazýčkem spouště slouží současně jako přepínač režimu střelby. Používají se schránkové nebo bubnové zásobníky munice různé kapacity od 20 do 71 nábojů. Zajímavostí byl schránkový čtyřřadý zásobník používaný za války, který se skládal ze dvou částí. Šlo tedy vlastně o dva spojené obvyklé zásobníky umístěné vedle sebe. Výstup z obou částí byl společný a měl tvar umožňující postupně podávání nábojů z levé a pravé strany. Hlaveň je chráněna pláštěm s ventilačními otvory. Čelní plocha pláště je skloněna pod určitým úhlem, čímž vytváří kompenzátor, který omezuje zdvih hlavně při střelbě. Sektorové hledí je stavitelné do 500 m. Existovalo několik modifikací například s nasazovacím bodákem nebo lehkou dvojnožkou.

## Technické údaje
- Ráže: 9 mm Luger
- Délka zbraně: 870 mm
- Délka hlavně: 314 mm
- Hmotnost: 4,6 kg (7,0 kg s plným bubnovým zásobníkem)
- Úsťová rychlost: 400 m/s
- Teoretická kadence: 900 ran/min
- Zásobník: a) bubnový (72 nábojů), b) schránkový (30 nábojů), c) schránkový čtyřřadý (50 nábojů)

## Použití
Kromě Finské armády jej nakupovaly (a posléze samy vyráběly) i další státy: Dánsko, Švédsko a Švýcarsko. Do výzbroje jej těsně před rokem 1939 přijaly elitní polské policejní jednotky. Je zaznamenáno použití tohoto samopalu ve španělské občanské válce (oběma stranami) a posléze samozřejmě v zimní, pokračovací a laponské válce (na finské straně). Používal se rovněž ve válce mezi Bolívií a Paraguayí v letech 1932–1935, v Indonésii a Egyptě.
V roce 1944 byl výrobně náročný samopal Suomi m/31 nahrazen ve výzbroji výrobně jednodušším samopalem m/44, kopií sovětského samopalu PPS 43 pro náboj 9 mm Luger.

Rudá armáda zkoušela Suomi m/31 ve 30. letech, ale odmítla ji jako pro vojsko nevhodnou (podle posudku komise byla vhodnou maximálně pro zvláštní policejní útvary). Trpké zkušenosti získané za zimní války ji přiměly tento postoj přehodnotit. Původně se předpokládalo, že se prostě samopal Suomi začne v SSSR vyrábět, ale ukázalo se, že sovětský průmysl není schopen složité výrobní postupy dostatečně dobře napodobit. [zdroj?] Bylo proto rozhodnuto, že budou vyvinuty vlastní typy samopalů, a Suomi bude sloužit jen jako inspirace.

## Uživatelé
Finsko
 Švédsko
 Dánsko
 Švýcarsko
 Polsko
 Španělsko
 Portugalsko
 Indonésie
 Egypt
 Brazílie